# 康锐
康锐，北京航空航天大学教授、博士生导师，中华人民共和国教育部长江学者特聘教授，从事确信可靠性理论与方法、信息物理系统可靠性建模研究。

## 荣誉
- 中国国家科学技术进步二等奖
- 国防科学技术进步二等奖